# William Tackaert
William Willy Tackaert (Zele, 9 de agosto de 1956) fue un ciclista belga, que fue profesional entre 1979 y 1987. Sus principales victorias las consiguió en clásicas belgas como la Nokere Koerse o la Kuurne-Bruselas-Kuurne.

## Palmarés
1979
- Vencedor de una etapa de los Tres días de La Panne

1980
- 1º en la Omloop van Wallonie
- Vencedor de una etapa de la Etoile des Espoirs

1981
- Vencedor de una etapa Critèrium del Dauphiné Libéré

1982
- 1º en la Nokere Koerse
- 1º en la Flecha de Liederkerk

1983
- 1º en el E3 Harelbeke
- 1º en la Circuito Mandel-Leie-Escalda

1984
- 1º en el Circuito de las Ardenes flamencas - Ichtegem
- Vencedor de una etapa de la Vuelta en Luxemburgo

1985
- 1º en la Kuurne-Bruselas-Kuurne
- 1º en la Omloop van het Waasland
- Vencedor de una etapa de la Heraldo Sun Tour
- Vencedor de una etapa de los Tres días de La Panne

### Resultados al Tour de Francia
- 1979. Abandona (16.ª etapa)
- 1980. 82.º de la clasificación general
- 1981. 93.º de la clasificación general
- 1982. Abandona (19.ª etapa)
- 1983. Abandona (3.ª etapa)